# Juan Velasco Damas
Juan Velasco Damas (Dos Hermanas, 1977. május 17. –) spanyol válogatott labdarúgó, edző. 
A spanyol válogatott tagjaként részt vett a 2000-es Európa-bajnokságon.

## Sikerei, díjai
Celta Vigo
- Intertotó-kupa (1): 2000